# Маст-Фарм
52°33′43″ с. ш. 0°11′02″ з. д.
Часть поселения бронзового века была обнаружена в карьере Маст Фарм англ. Must Farm в Уиттлси, недалеко от Питерборо в графстве Кембриджшир в Англии. Местность была описана как «Британские Помпеи» из-за её относительно хорошей сохранности. В том числе — «наиболее хорошо сохранившихся жилищ бронзового века из когда-либо были найденных», которые, вероятно, были заброшены после внезапного катастрофического пожара.
Участок находится на русле ныне несуществующей реки в бассейне Флаг Фен примерно в 2-х километрах к югу от самого Флаг Фен. Маст Фарм была удостоена званий «Лучший археологический проект» и «Лучшее археологическое открытие» в конкурсах «Британские археологические награды» 2012 года и «Лучшее открытие» 2016 годy.

Схема строения обнаруженного поселения.

План-схема поселения.

## Первоначальные раскопки
Деревянные столбы были впервые обнаружены в 1999 году, предварительные раскопки были проведены в 2004 и 2006 годах. Однако, первые находки (секира, рапира и меч) были найдены в этом месте ещё в 1969 году. В период с 2011 по 2012 год было обнаружено восемь бревенчатых лодок бронзового века. Лодки были обнаружены в небольшом пресноводном палеоканале и сохранились из-за заболачивания.
Радиоуглеродное датирование показало, что возраст лодок составляет около 1000 лет, а самые ранние образцы датируются примерно 1750–1650 гг до н.э. Некоторые из лодок, возможно, были потоплены намеренно. Теперь они хранятся в Флаге Фен и доступны для просмотра на экскурсантам.
В том же русле были обнаружены тканые сети, деревянные плотины-ловушки для рыбы, а также — изделия из металла, в том числе мечи и наконечники копий.

## Найденные изделия
Эти находки представлены в экспозиции Музея Питерборо:

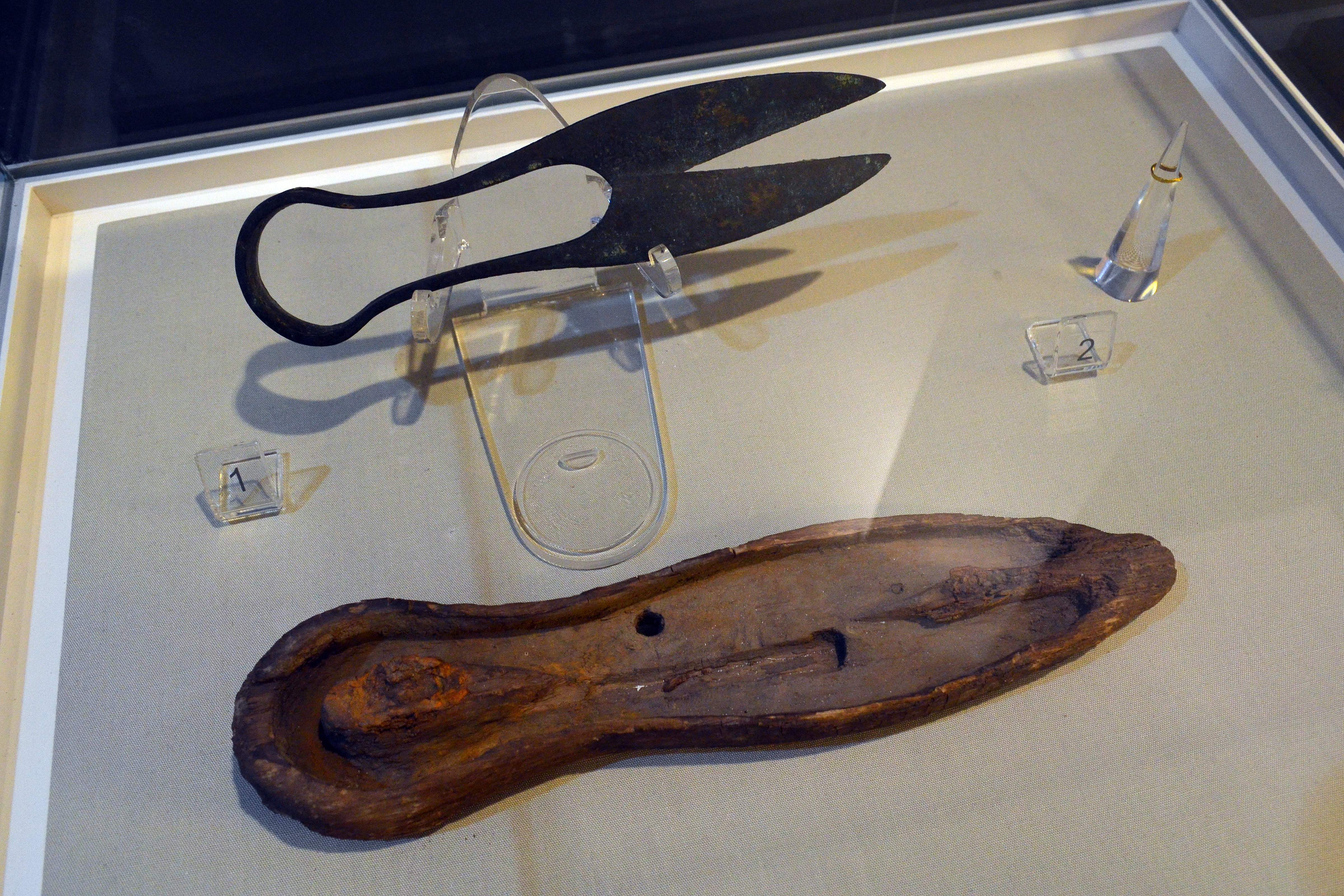
Ножницы их деревянная коробка
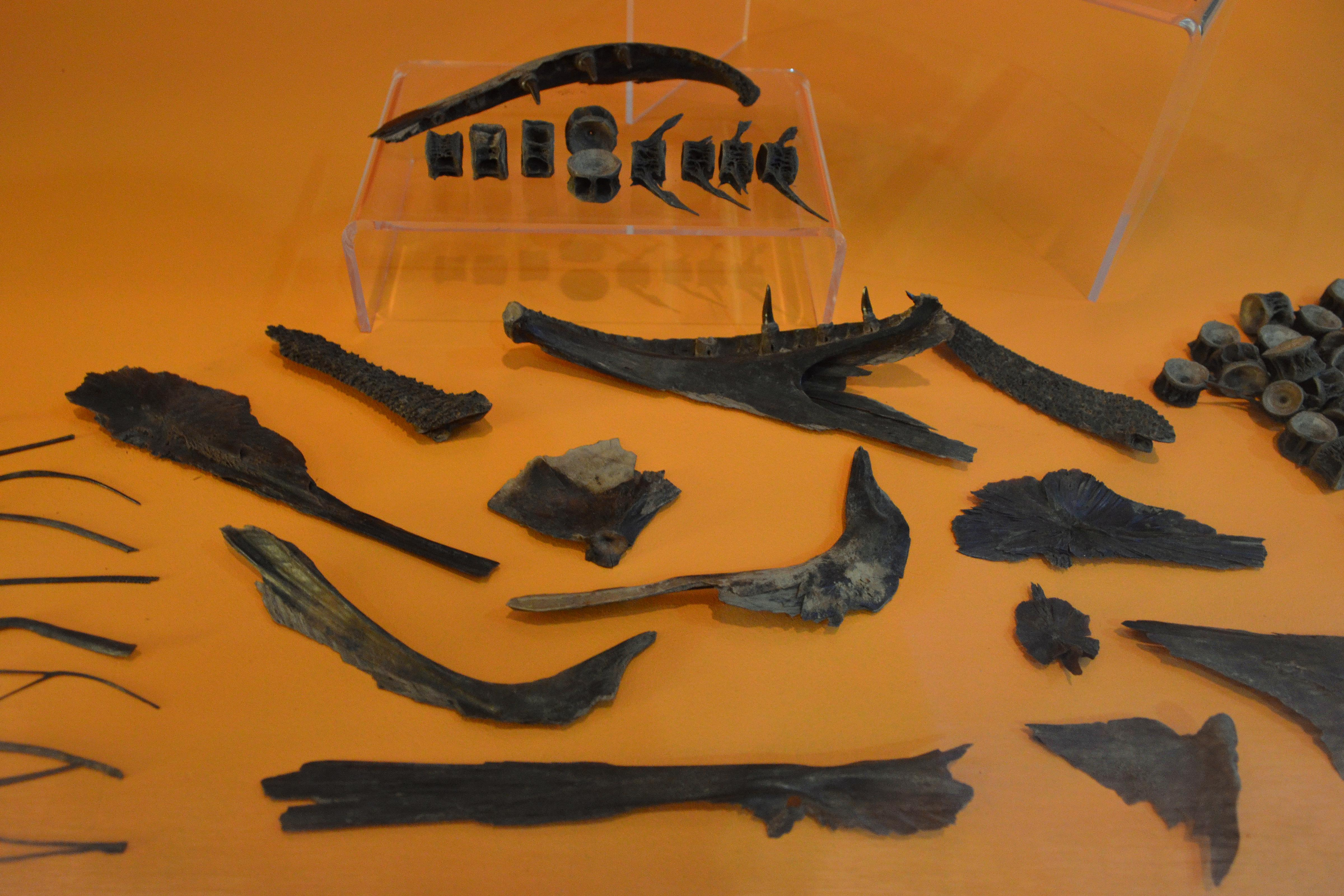
Рыбьи кости и чешуя
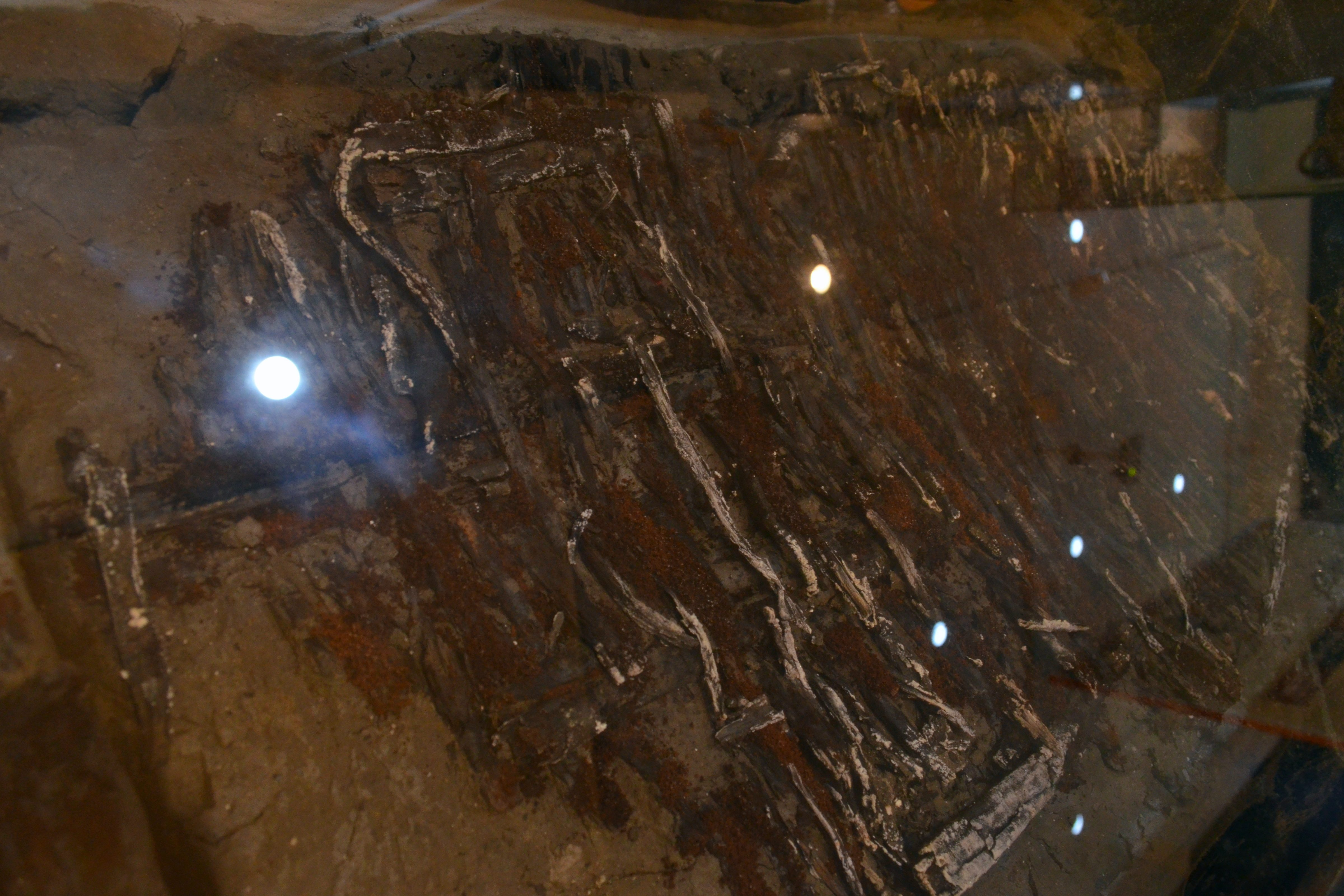
Остатки ловушки угря
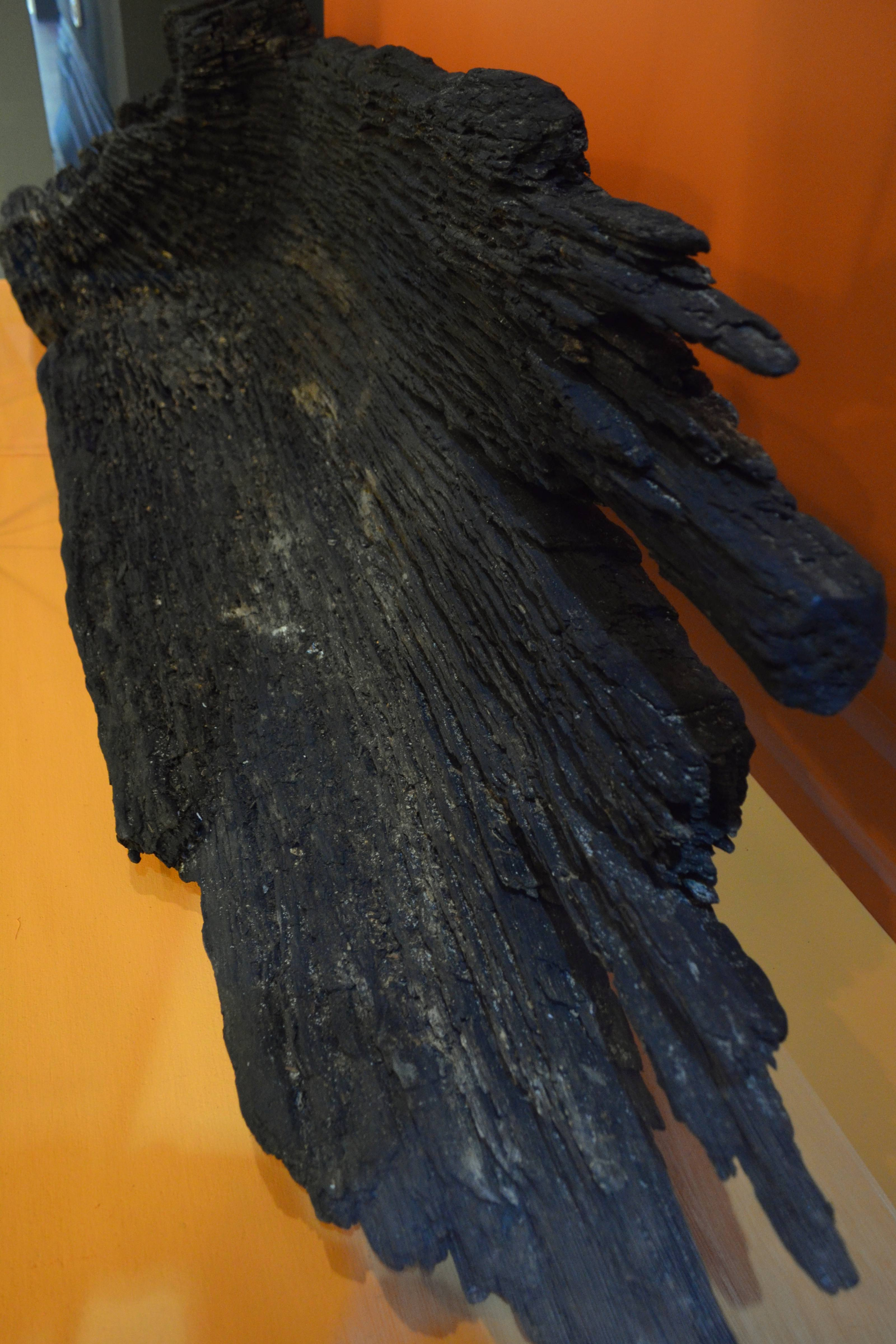
Остатки лодки
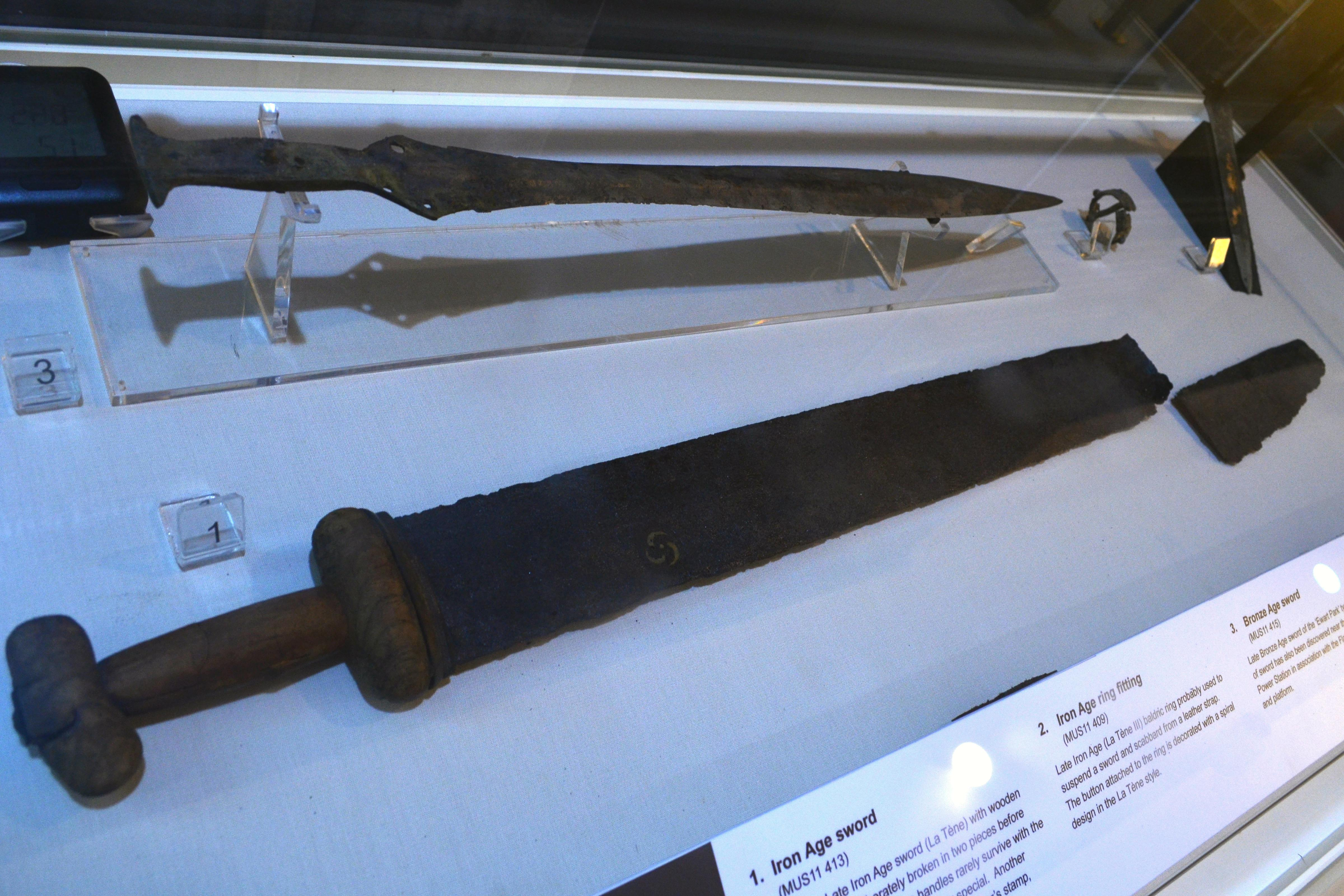
Мечи железного и бронзового веков
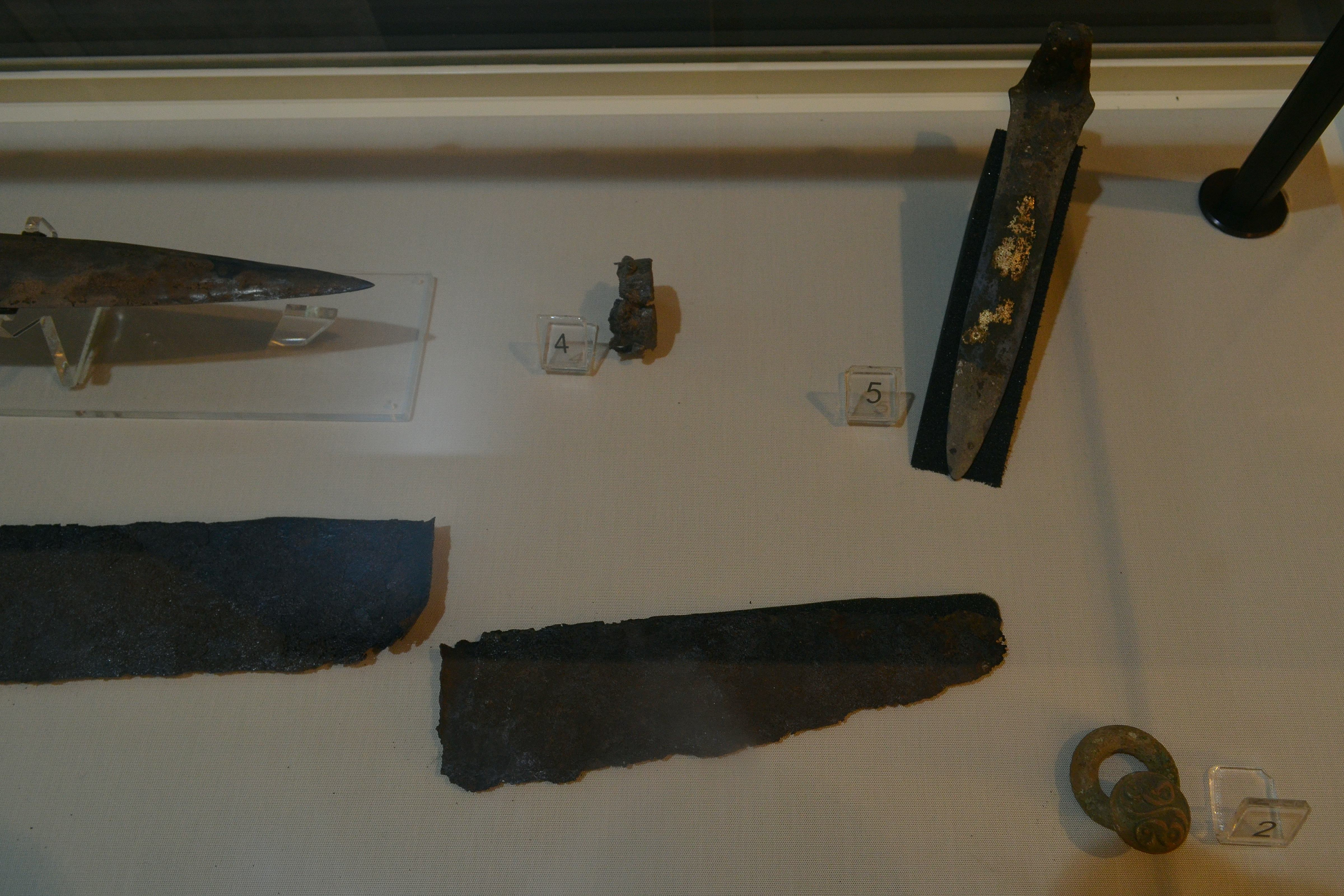
Кинжал, кольцо и кончики мечей
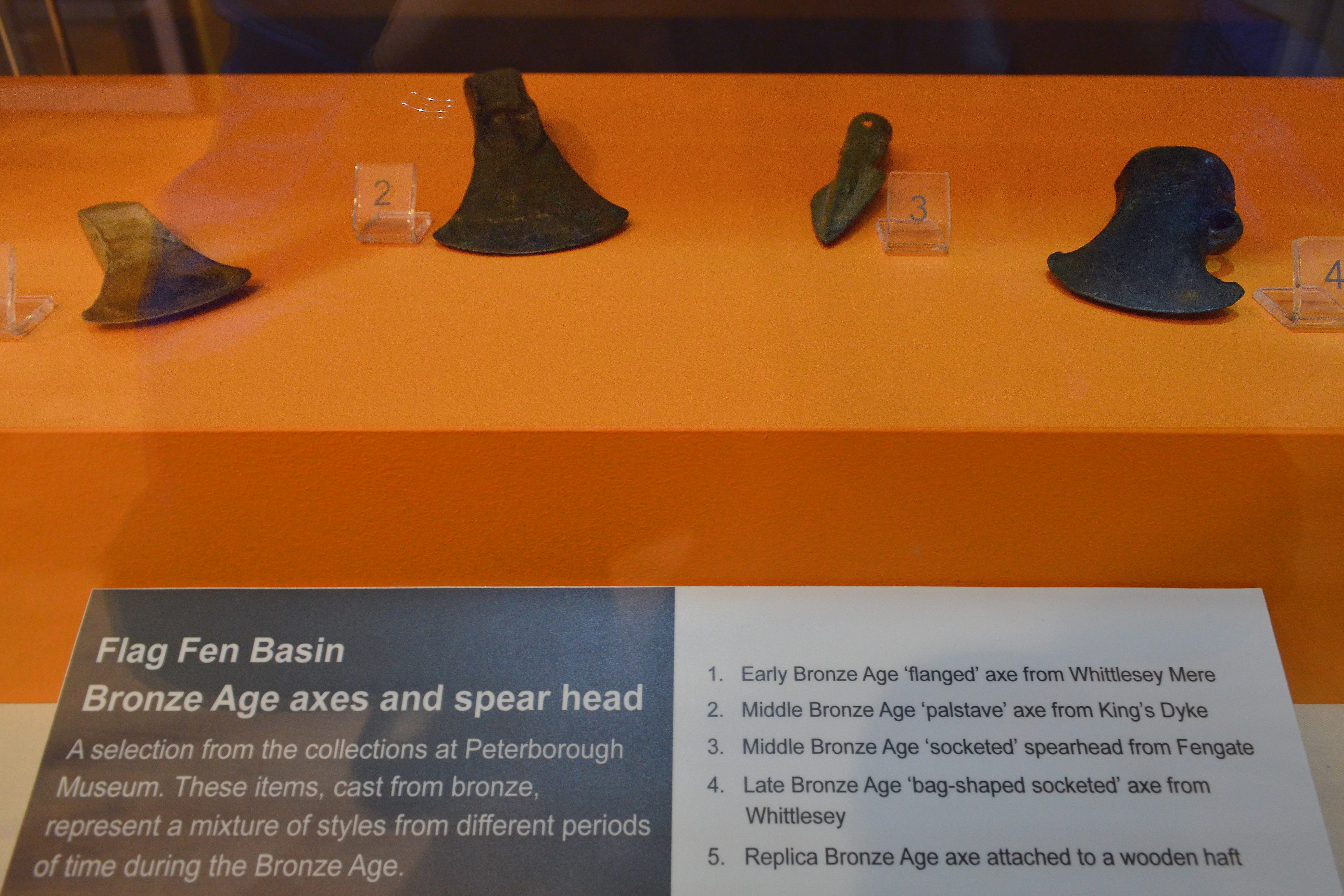
Головы топоров
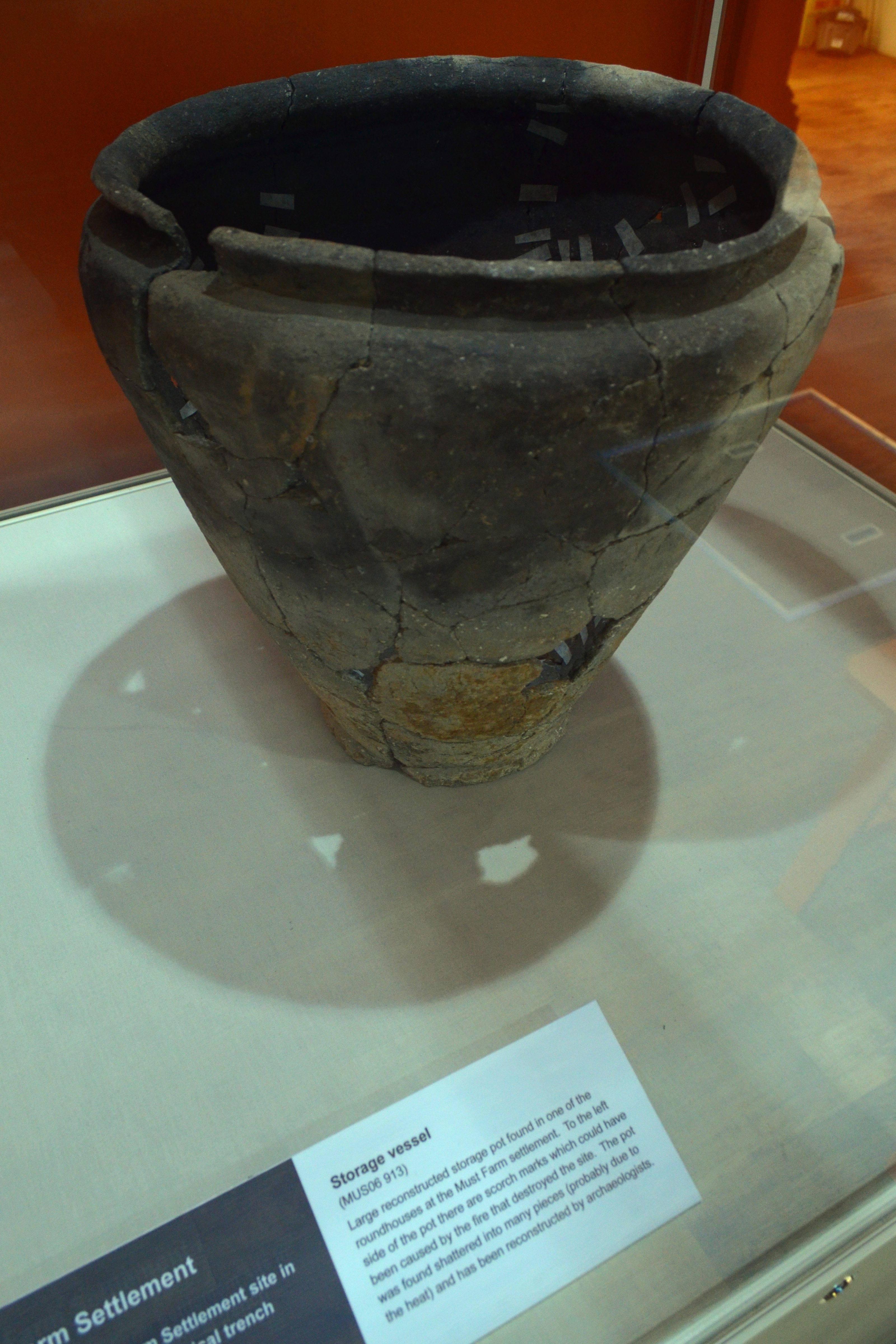
Сосуд для хранения